# 13652 Elowitz
13652 Elowitz eller 1997 BV8 är en asteroid i huvudbältet som upptäcktes den 31 januari 1997 av Spacewatch vid Kitt Peak-observatoriet. Den är uppkallad efter Mark Elowitz.